# Romper Stomper
A Romper Stomper 1992-ben bemutatott ausztrál filmdráma, melyet Geoffrey Wright írt és rendezett. A főbb szerepekben Russell Crowe, Daniel Pollock, Jacqueline McKenzie és Tony Le-Nguyen látható.

## Rövid történet
Melbourne-ben a helyi skinheadek haragjukat a vietnámi bevándorlókon töltik ki, akiknek a jelenléte szerintük veszélyezteti a város faji tisztaságát. A vietnámiaknak azonban elegük lesz az állandó zaklatásból és visszavágnak.

## Szereplők
| Színész             | Szerep    | Magyar hang     |
| ------------------- | --------- | --------------- |
| Russell Crowe       | Hando     | Gesztesi Károly |
| Daniel Pollock      | Davey     | Háda János      |
| Jacqueline McKenzie | Gabe      | Bíró Kriszta    |
| Tony Le-Nguyen      | Tiger     | Fekete Zoltán   |
| Alex Scott          | Martin    | Beregi Péter    |
| Leigh Russell       | Sonny Jim |                 |

## Díjak, jelölések
- Australian Film Institute (1992)
  - díj: legjobb főszereplő – Russel Crowe
  - díj: legjobb hang
  - díj: legjobb zene
  - jelölés: legjobb film – Ian Pringle, Daniel Scharf
  - jelölés: legjobb rendező – Geoffrey Wright
  - jelölés: legjobb férfi mellékszereplő – Daniel Pollock
  - jelölés: legjobb jelmez
  - jelölés: legjobb vágás
  - jelölés: legjobb dízlet
- Stockholmi Filmfesztivál (1992)
  - díj: legjobb színésznő – Jacqueline McKenzie
- Seattle Nemzetközi Filmfesztivál (1993)
  - díj: legjobb színész – Russel Crowe